# Riksväg 3, Estland
Riksväg 3 är en primär riksväg i Estland som utgör den estniska delen av Europaväg 264. Vägen är 220 kilometer lång och går mellan Riksväg 1 (Europaväg 20) vid staden Jõhvi och gränsen mot Lettland vid staden Valga. Europaväg 264 fortsätter sedan därifrån mot Riga som huvudväg A3.
Vägen ansluter till:
- Riksväg 1/Europaväg 20 (vid Jõhvi)
- Riksväg 33 (i Jõhvi)
- Riksväg 93 (vid Ahtme, Kohtla-Järve)
- Riksväg 35 (vid Iisaku)
- Riksväg 88 (vid Rannapungerja)
- Riksväg 36 (vid Mustvee)
- Riksväg 43 (vid Kasepää)
- Riksväg 42 (vid Haava)
- Riksväg 43 (vid Aovere)
- Riksväg 44 (vid Aovere)
- Riksväg 95 (vid Kõrveküla)
- Riksväg 39 (vid Vahi)
- Riksväg 95 (i Tartu)
- Riksväg 45 (i Tartu)
- Riksväg 40 (i Tartu)
- Riksväg 2/Europaväg 263 (i Tartu)
- Riksväg 47 (i Rõngu)
- Riksväg 52 (i Rõngu)
- Riksväg 71 (i Rõngu)
- Riksväg 69 (vid Vaardi)
- Riksväg 72 (vid Supa)
- Riksväg 6 (i Valga)
- A3/E264 (i Valga)

## Galleri

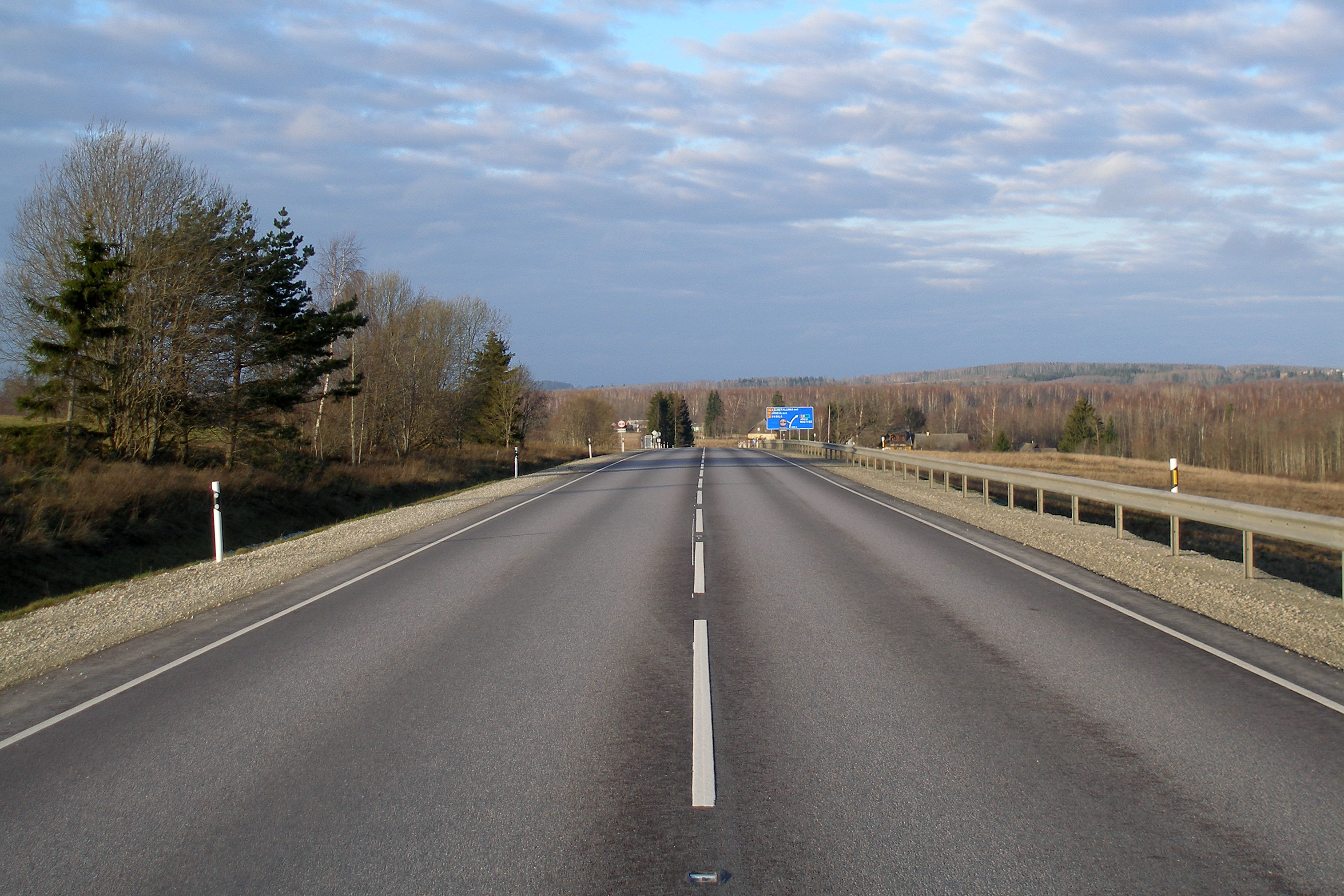
Riksväg 3 vid Haava.
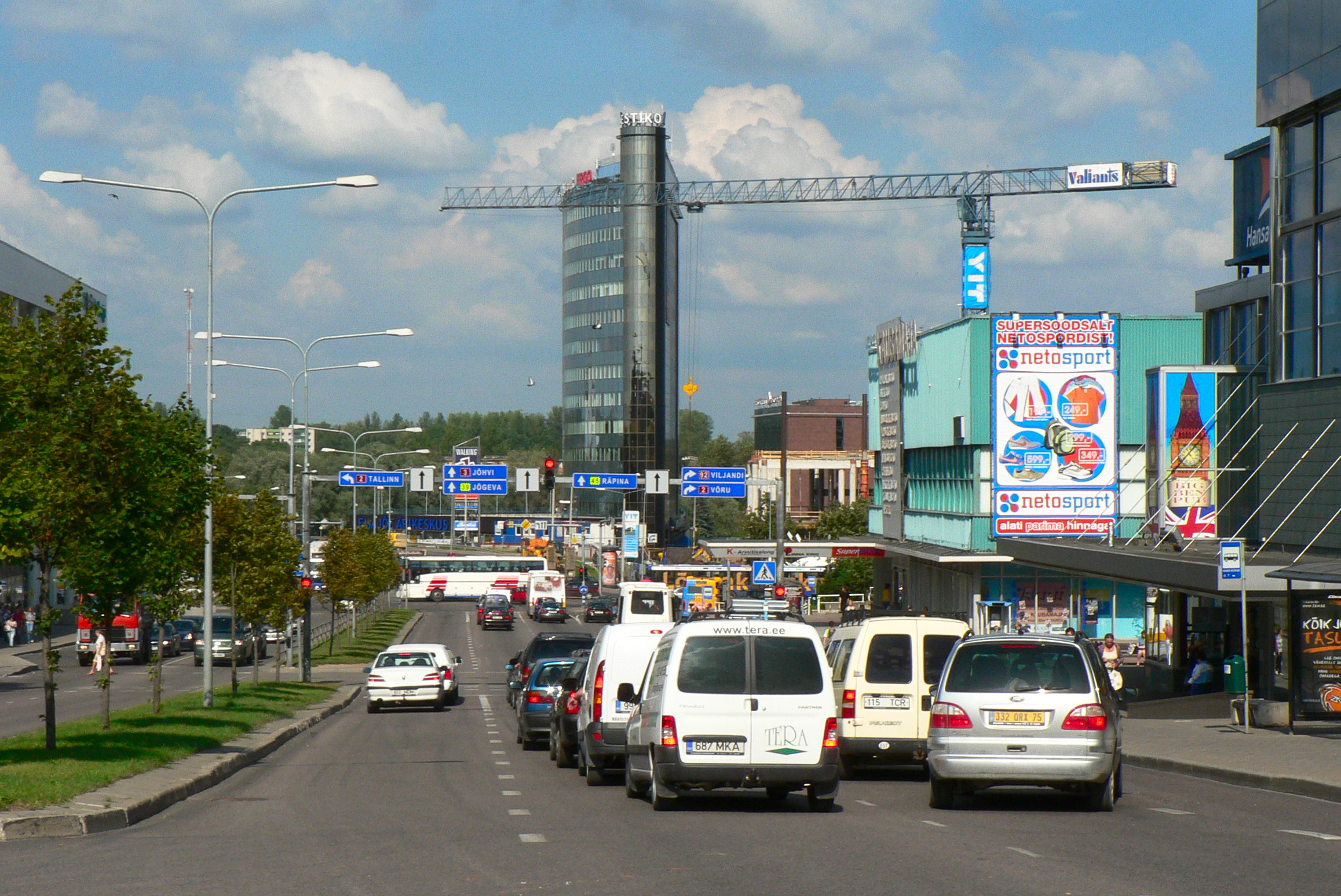
Riksväg 3 i Tartu.
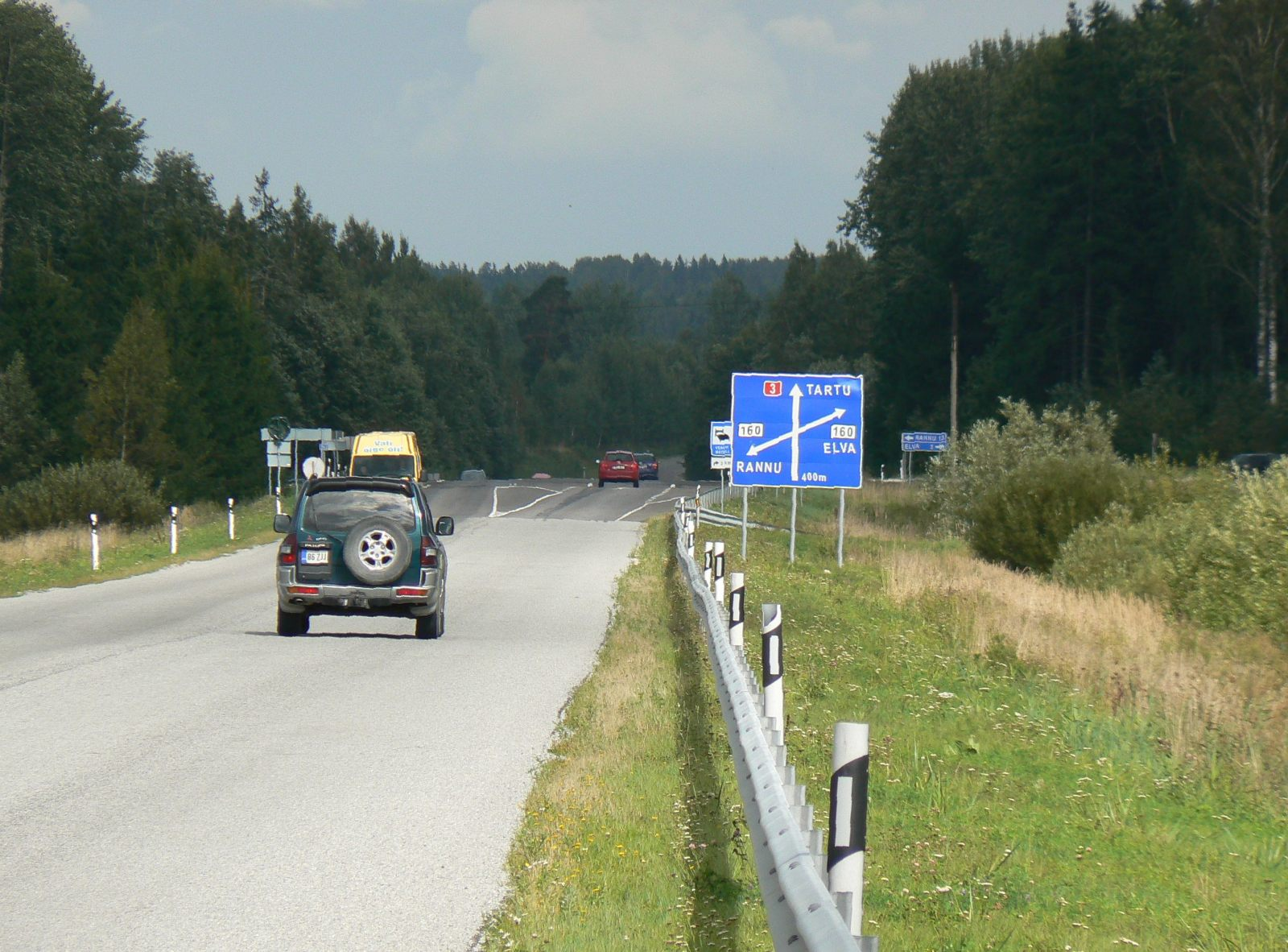
Riksväg 3 utanför Elva.